# Uglitscher Stausee
Der Uglitscher Stausee (russisch Угличское водохранилище) ist ein Stausee an der Wolga in Russland (Europa). Er ist ein Teil der so genannten Wolga-Kama-Kaskade und wurde im Jahre 1940 angelegt.
Der bis 143 km lange und 5 km breite Stausee, dessen maximales Stauvolumen 1,20 Mrd. m³ Wasser umfasst und 249 km² Fläche aufweist, befindet sich zwischen Uglitsch und Dubna, rund 150 km (Luftlinie) nördlich von Moskau. Der Wasserspiegel liegt gewöhnlich 113 m über dem Meeresspiegel.
Am Stausee befinden sich die drei historischen Städte Kimry, Kaljasin und Uglitsch, die wie insgesamt das Gebiet an der oberen Wolga für Entwicklung und Herausbildung der russischen Nation, Staatlichkeit und Kultur von Bedeutung waren.

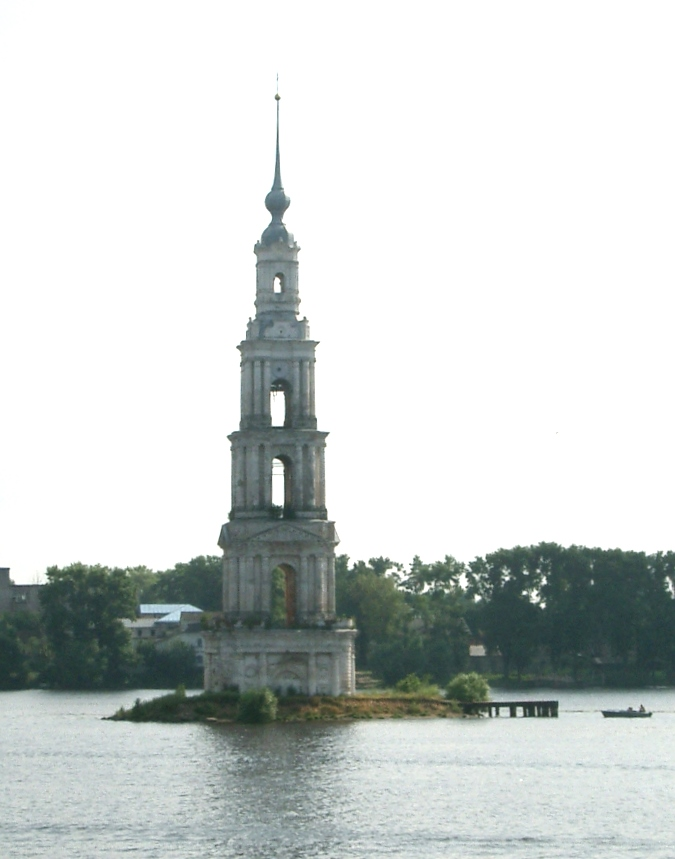
Nur noch der Glockenturm der Nikolaikirche ragt aus dem Uglitscher Stausee.

Während in Kimry bei der Stauung des Sees nur flache Uferwiesen überschwemmt wurden, wurde Kaljasin an der Mündung der Shabnja teilweise überflutet und geteilt. 530 der damals 1300 Häuser standen im Überschwemmungsgebiet. Die Holzhäuser wurden demontiert und an anderer Stelle wieder errichtet, 120 steinerne Gebäude wurden zerstört. Der links der Wolga liegende Stadtteil mit zwei Kirchen verschwand komplett, auch die Nikolaikirche rechts der Wolga wurde ein Opfer des Wassers. Nur noch  deren ehemaliger Glockenturm (erbaut 1801) ragt heute aus dem Wasser. In Uglitsch selbst musste der gesamte Stadtteil Malaja storona (Kleinseite) links der Wolga verlegt werden. In der Achse des Schleusenkanals befand sich die Kaschiner Straße, die Hauptstraße dieses Stadtteiles. Diese Straße befindet sich heute einige hundert Meter weiter in Richtung des linken Wolganebenflusses Koroshetschna. 
Für den bis 1940 errichteten Erdschüttdamm (⊙), der 314 m lang, 27 m hoch und 25 m breit ist, wurden 1,54 Mio. m³ Erdmaterial verwendet und eine Kerndichtung aus Stahlspundwänden eingebaut. In den Damm wurde eine 179 m lange Wehranlage für die Hochwasserentlastung integriert, wobei die unterhalb des Wehres liegenden Flussufer mit bis zu 4 m dicken Betonwänden befestigt wurden.

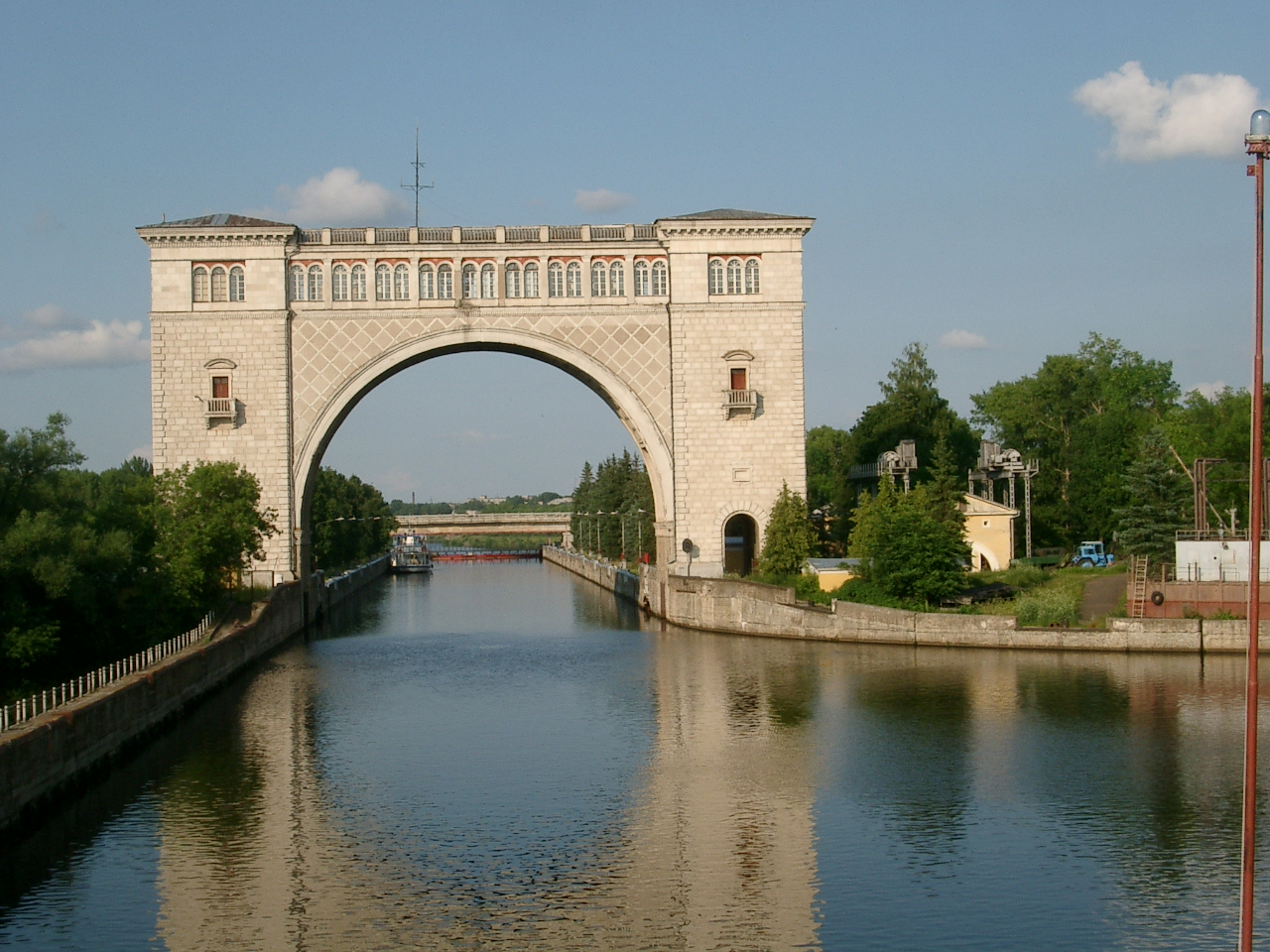
Ansicht der Uglitscher Schleuse vom Stausee
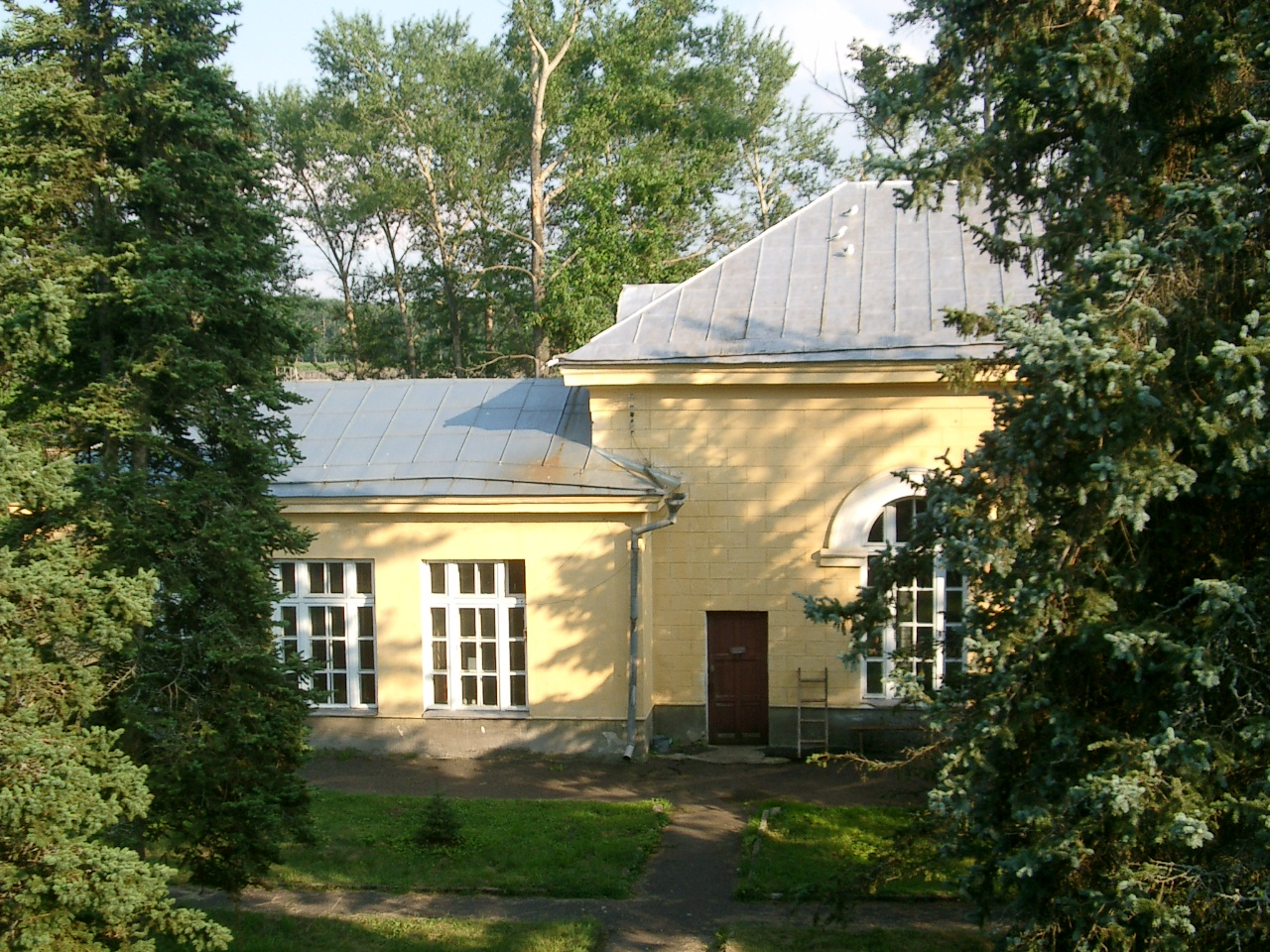
Gebäude des Schleusenwärters
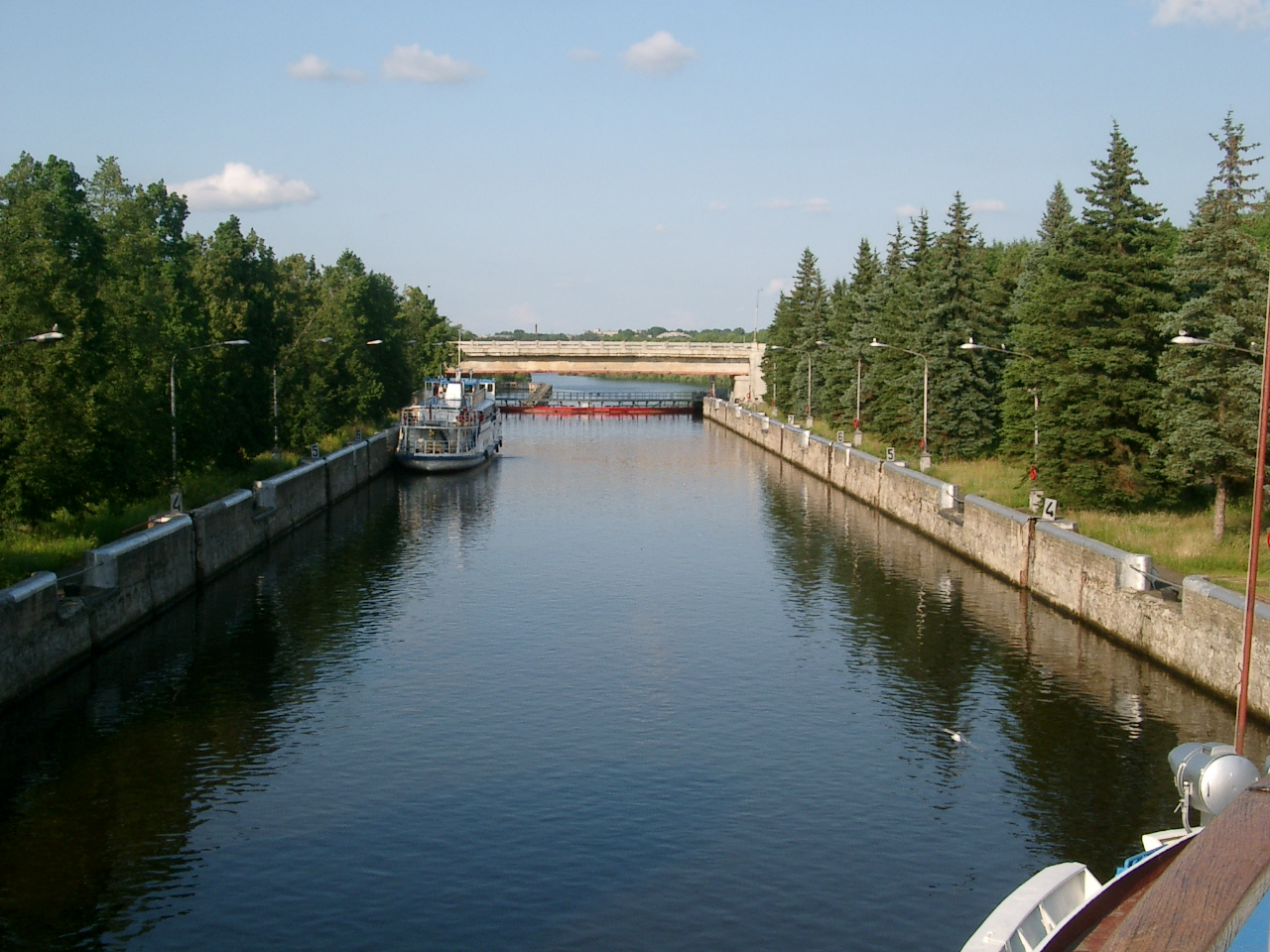
Einfahrt zur Schleuse vom Stausee

Die installierte Leistung des Wasserkraftwerkes beträgt 110 MW. Zwei Turbinensätze trugen im Deutsch-Sowjetischen Krieg (Zweiter Weltkrieg) zu einer relativ stabilen Elektroenergieversorgung Moskaus bei.
Durch eine Einkammerschleuse, die 290 m lang, 30 m breit und 5,50 m tief ist, können die Schiffe flussauf- oder abwärtsfahren. Bei der Schleusung wird ein Höhenunterschied von 11 Metern überwunden. 